# Liropus minusculus
Espèce
Liropus minusculus est une espèce de crustacés marins de petite taille de la famille des Caprellidae. Elle n'est pour l'instant connue que dans une grotte sous-marine de la falaise de l'île Santa Catalina ; c'est le seul représentant connu du genre Liropus dans le Pacifique nord-est,.

## Systématique
En visitant le musée canadien de la nature, le chercheur de l'université de Séville José M. Guerra-García (d) et son collègue Ed A. Hendrycks (d) ont reconnu que deux spécimens — un mâle et une femelle — des collections du musée sont d'une espèce jusque-là inconnue. Ils ont décrit formellement Liropus minusculus dans le numéro de Zootaxa du 8 octobre 2013.
En mai 2014, Liropus minusculus a été classé en tête du « Top 10 des nouvelles espèces » de 2013 par l'Institut international d'exploration des espèces.

## Description
Comme tous les Caprellidae, Liropus minusculus a un corps mince et translucide, ce qui le fait ressembler à un squelette vivant (skeleton shrimp — crevette squelette — est d'ailleurs son nom vulgaire en anglais). Sa coloration lui permet de se camoufler dans son environnement, le faisant ressembler à des algues ou d'autres plantes aquatiques. Des neuf espèces de Liropus, c'est la plus petite avec 3,3 mm de longueur. Les pattes avant sont appelées « gnathopodes » ; elles servent au mâle à retenir la femelle pendant l'accouplement, et cette dernière a de plus petites gnathopodes. Liropus minusculus se distingue principalement des autres membres de son genre par la forme de son torse et de ses membres.
Liropus minusculus se nourrit en s'accrochant aux rochers ou aux plantes, puis s'immobilise dans l'attente d'une proie.

## Étymologie
Le nom spécifique minusculus est une référence à la petitesse de l'espèce par rapport aux autres espèces du même genre.

## Publication originale
- (en) José M. Guerra-García et Ed A. Hendrycks, « A new species of Liropus (Crustacea, Amphipoda, Caprellidae) from California, USA, with an illustrated key of the genus », Zootaxa, Magnolia Press (d), vol. 3718, no 5,‎ 8 octobre 2013, p. 467–476 (ISSN 1175-5334 et 1175-5326, OCLC 49030618, PMID 26258239, DOI 10.11646/ZOOTAXA.3718.5.3, lire en ligne).